# Qajardynastins harem

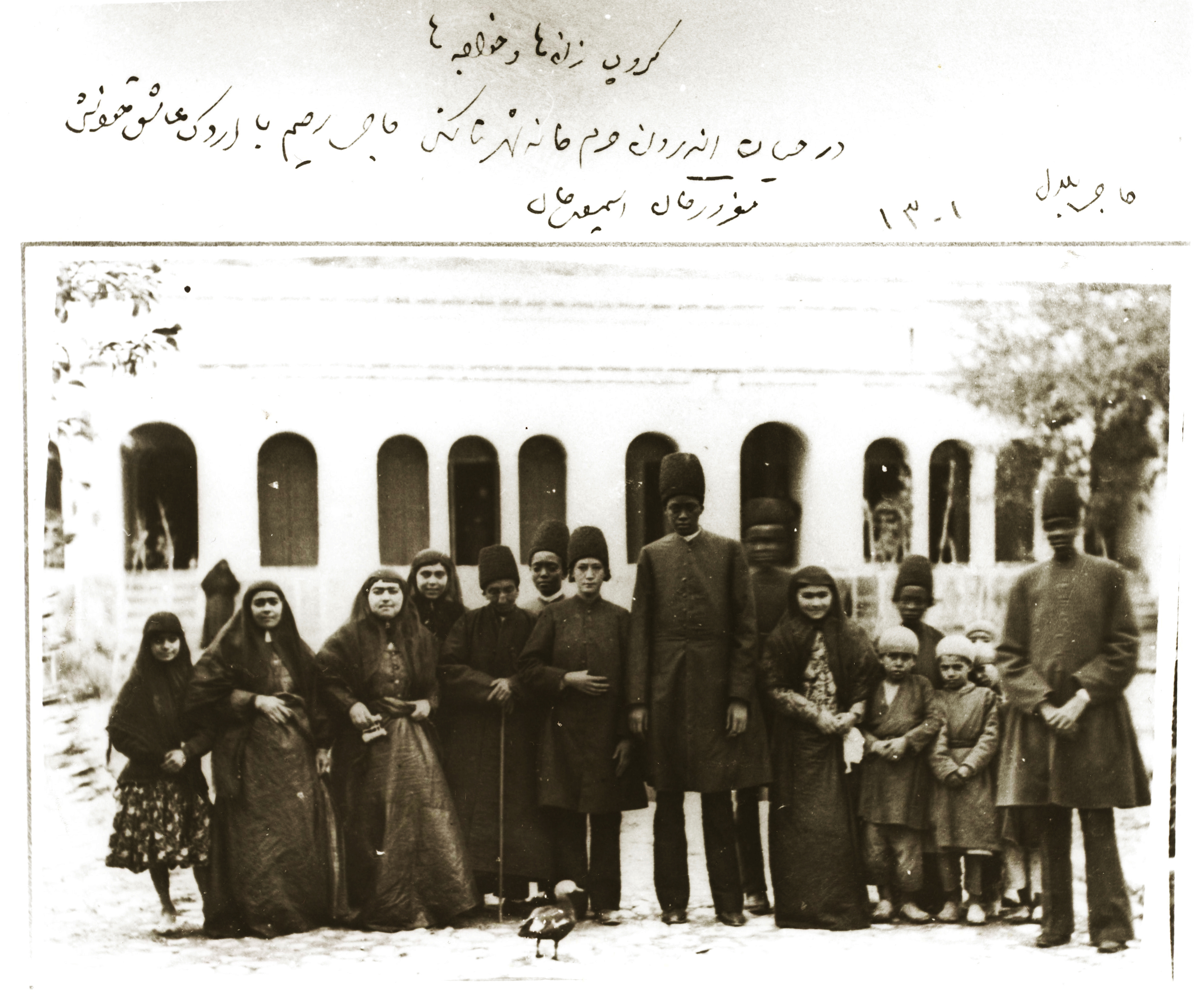
Hustrur och eunucker i det kungliga haremet

Qajardynastins harem var det kungliga haremet i Iran under Qajardynastins regeringstid (1785-1925) var en separat institution där monarkens gemåler levde. Den hade sin egen specifika organisation och hierarki.

## Hierarki

### Monarkens mor
I enlighet med den vanliga seden vid muslimska hov var monarkens mor den högst rankade kvinnan i haremet. I Qajarharemet bar hon titeln Mahd-e ʿOlyā ("Sublim vagga"). Hon hade ett flertal privilegier. Hon hade ansvaret för haremets värdesaker, däribland juvelerna, som hon skötte med hjälp av kvinnliga tjänare. 

### Gemåler
Qajardynastins regenter hade både konkubiner och hustrur i sitt harem. Monarkerna ingick diplomatiska äktenskap med döttrar till dignitärer och prinsar ur qajardynastin. 
Slavkonkubiner var ofta av georgiskt och armeniskt ursprung och härstammade från krigsfångar tillfångatagna under militärkampanjer, eller köptes på marknaden, ofta av lokala ämbetsmän i provinserna, som sedan gav dem som gåvor till monarken. En skillnad från många andra muslimska harem var att Qajarharemet var shiamuslimskt, vilket innebar möjligheten att ingå tillfälliga äktenskap. Detta innebar att konkubinerna inte behövde vara slavar, utan att även fria muslimska kvinnor kunde vara tillfälliga hustrur, och ha samma ställning som konkubiner. Hustrur i tillfälliga äktenskap bar titeln ṣīḡa, medan permanenta hustrur kallades ʿaqdī. 
Den högsta titeln för en kvinna var Mahd-e Olia [:fa:مهد علیا (لقب)] ("Den sublima vaggan"), som ibland gavs till monarkernas mödrar.

### Kvinnliga tjänare
Det fanns ett flertal kvinnliga tjänare i olika positioner. En kategori skötte det kaffehus eller kiosk som fanns i haremet. En grupp kvinnliga vakter "vakade över kungens nattliga vila". Kvinnor med titeln ostāds övervakade de kvinnliga dansare och musikanter som underhöll i haremet. Andra kvinnor skötte om haremets barn. 
Dessa kvinnor var vanligen afrikanska slavkvinnor. 

### Manlig personal
Unga slavpojkar med titeln ḡolām-bačča fungerade som tjänare och lekkamrater till de kungliga barnen. Kvinnor var ansvariga för allting som skedde på haremets insida. Dess utsida vaktades dock av eunucker. Eunuckerna var som regel afrikanska slavar. Dessa godkände alla besökare till haremet, vilka vanliga endast var släktingar, läkare och skräddare, men kvinnorna fick sällan tillstånd att själva lämna haremet.